# Sherrill Milnes
Pour les articles homonymes, voir Milnes.
Sherrill Milnes (né le 10 janvier 1935 à Downers Grove, Illinois) est un baryton américain particulièrement associé aux  rôles verdiens. Il réside en Floride, aux États-Unis.

## Biographie
Il étudie d'abord à l'Université Drake à Des Moines (Iowa) avec Andrew White, puis à l'Université Northwestern avec Hermann Baer, puis en privé avec Rosa Ponselle. Il  rejoint la Compagnie Boris Goldovsky en 1960 et part en tournée à travers les États-Unis. Ses débuts véritables à l'opéra ont lieu à Baltimore en 1961 : il incarne Gérard dans Andrea Chénier.
Il débute ensuite au New York City Opera en 1964, puis au Metropolitan Opera en 1965, en Valentin dans Faust, aux côtés de Montserrat Caballé, également débutante. Il restera associé à la troupe du Met jusqu'en 1997, y endossant une grande variété de rôles mais s'illustrant particulièrement dans le répertoire verdien (Carlo, Macbeth, Miller, Rigoletto, Luna, Germont, Montfort, Simon Boccanegra, Renato, Carlo, Rodrigo, Amonasro, Iago).
Il chante également à Chicago et San Francisco et entame une carrière internationale qui l'amène à se produire dans la majorité des grands théâtres lyriques, Milan, Londres, Vienne, Salzbourg, où il s'illustre en Don Giovanni, etc.
Milnes a également collaboré avec Alfredo Antonini sur le Columbia Broadcasting System en 1971. Il a joué dans le rôle de David dans l'opéra Et David pleura du  compositeur Ezra Laderman. En 1964, il a également collaboré, avec Antonini, à une adaptation pour la télévision de l'oratorio sacré L'Enfance du Christ d'Hector Berlioz. Milnes a chanté le rôle de Saint Joseph,,,.
Milnes possède un timbre de voix très caractéristique qui le fait aisément reconnaître dans un enregistrement.
En janvier 2013, il participa du jury au concours Paris Opera Awards.

## Enregistrements
1967
- Mozart : Cosi fan tutte (avec L. Price, Troyanos, Raskin, Shirley, Flagello – Leinsdorf, dir.)
- Verdi : La Traviata (avec Caballe, Bergonzi – Pretre, dir.)

1968
- R. Strauss : Salome (avec Caballe, R. Lewis, Resnik, J. King – Leinsdorf, dir.)

1969
- Beethoven : Symphonie no 9, « Choral » (avec J. Marsh, Veasey, Domingo – Leinsdorf, dir.)
- Schönberg : Un survivant de Varsovie (Leinsdorf, BSO)
- Verdi : Il Trovatore (avec L. Price, Domingo, Cossotto – Mehta, dir.)

1970
- Verdi : Aida (avec L. Price, Domingo, Bumbry, Raimondi – Leinsdorf, dir.)
- Verdi : Macbeth (avec Ludwig, Cossutta – Boehm, dir.)
- Orff : Carmina Burana (avec Mandac, Kolk – Ozawa, dir.)

1971
- Great Opera Duets (avec Domingo)
- Verdi : Un Ballo in Maschera (avec Tebaldi, Pavarotti—Bartoletti, dir.)
- Verdi : Don Carlos (avec Domingo, Caballe, Raimondi, Verrett—Giulini, dir.)
- Donizetti : Lucia di Lammermoor (avec Sutherland, Pavarotti, Ghiaurov—Bonynge, dir.)
- Leoncavallo : I Pagliacci / Puccini : Il Tabarro (Pagliacci : avec Caballe, Domingo—Santi, dir. Tabarro : avec L. Price, Domingo—Leinsdorf, dir.)
- Verdi : Rigoletto (avec Sutherland, Pavarotti, Tourangeau—Bonynge, dir.)

1972
- Verdi : Attila (avec Raimondi, Deutekom, Bergonzi—Gardelli, dir.)
- Verdi : Giovanna d'Arco (avec Caballe, Domingo—Levine, dir.)

1973
- Domingo Conducts Milnes – Milnes dirige Domingo
- Puccini : Tosca (avec L. Price, Domingo – Mehta, dir.)

1974
- Puccini : La Boheme (avec Caballe, Domingo, Blegen, Sardinero, Raimondi – Solti, dir.)
- Verdi : I Vespri Siciliani (avec Arroyo, Domingo, Raimondi – Levine, dir.)

1975
- Rossini : Il Barbiere di Siviglia (avec Sills, Gedda, Capecchi, Raimondi, Barbieri – Levine, dir.)
- Verdi : Luisa Miller (avec Pavarotti, Caballe – Maag, dir.)
- Massenet's La Navarraise (avec Horne, Domingo, Bacquier – H. Lewis, dir.)
- Verdi : Il Trovatore  (avec Caballe, Cossutta, Arkhipova – Guadagno, dir.)

1976
- Giordano : Andrea Chenier (avec Scotto, Domingo – Levine, dir.)
- Verdi : Macbeth (avec Cossotto, Carreras, Raimondi – Muti, dir.)
- Massenet : Thais (avec Sills, Gedda, van Allan – Maazel, dir.)

1977
- Cilea : Adriana Lecouvreur (avec Scotto, Domingo, Obraztsova – Levine, dir.)
- Bizet : Carmen (avec Berganza, Domingo, Cotrubas – C. Abbado, dir.)
- Puccini : La Fanciulla del West (avec Neblett, Domingo – Mehta, dir.)
- Verdi : La Forza del Destino (avec L. Price, Domingo, Cossotto, Giaiotti, Bacquier – Levine, dir.)
- Verdi : La Traviata (avec Cotrubas, Domingo – Kleiber, dir.)

1978
- Bravissimo, Domingo! Airs et Duos avec Leontyne Price et Sherrill Milnes
- Rossini : Guglielmo Tell (avec Freni, Pavarotti, Mazzoli, Jones, Ghiaurov – Chailly, dir.)
- Verdi : Otello (avec Scotto, Domingo – Levine, cond.)
- Verdi : Rigoletto (avec Sills, Kraus, M. Dunn, Ramey – Rudel, dir.)
- Puccini : Tosca (avec Freni, Pavarotti – Rescigno, dir.)

1980
- Massenet : Le Roi de Lahore (avec Sutherland, Lima, Giaurov, Morris, Tourangeau – Bonynge, dir.)

1981
- Ponchielli : La Gioconda (avec Caballe, Baltsa, Pavarotti, Ghiaurov – Bartoletti, dir.)

1986
- Ponchielli : La Gioconda (avec Marton, Ramey, Lamberti; Patane, dir.)

1990
- Fauré : Requiem (avec Te Kanawa – Dutoit, dir.)

2001
- Wolf-Ferrari : Sly (avec Carreras, Kabatu – Gimenez, dir.)